# Postprodukcija
Postprodukcija je rad na filmu nakon završetka njegovog snimanja, a sastoji se od uređivanja i montiranja snimljenog materijala, te montaže vizualnih efekata.